# Projet Dunkelfeld
Le projet de prévention Dunkelfeld (en allemand  Projekt Kein Täter werden ) est un dispositif de sensibilisation et de lutte contre les agressions sexuelles sur mineurs en Allemagne. Il vise à apporter une aide clinique et psychologique aux personnes sexuellement attirées par les enfants (pédophiles et hébéphiles) qui cherchent à lutter contre leurs pulsions. 

## Historique
L'initiative vient d'une équipe de l’Institut de sexologie et médecine sexuelle de l'Hôpital universitaire de la Charité de Berlin dirigée par le professeur Klaus Michael Beier (de). Elle a pour objectif de prévenir les actes pédocriminels et la consommation de pédopornographie d'une part ; de sensibiliser le grand public sur cette question d'autre part.
Le projet débute à Berlin en juin 2005 par une grande campagne médiatique pour contacter les pédophiles et les hébéphiles afin de les encourager à traiter leur paraphilie, reposant sur la promesse d'un traitement médical anonyme et gratuit. Il est initialement financé par la Fondation Volkswagen (de), puis par le gouvernement allemand depuis 2008. Le slogan déclarait : « Vous n'êtes pas coupable à cause de votre désir sexuel, mais vous êtes responsable de votre comportement sexuel. L'aide existe ! Ne devenez pas un agresseur ! ». 

## Organisation
Le réseau comprend dix structures d'accueil réparties sur le territoire allemand et répertoriées sur le site Internet du projet. La thérapie repose sur des groupes de parole collectifs, parfois doublés d'entretiens individuels, organisés pendant une année sous la conduite d'un professionnel de la sexologie .
En 2010, 1 134 personnes au total avaient répondu. Parmi ceux-ci, 499 eurent un diagnostic complet et 255 bénéficièrent d'une place en thérapie. Plus de la moitié avaient précédemment tenté en vain de trouver un traitement. En 2018, sur 9 155 personnes ayant sollicité de l'aide, 360 avaient achevé une thérapie complète. Les patients sont encouragés à admettre leurs inclinations, à l'intégrer dans leur construction de soi et à impliquer des parents ou des partenaires dans le processus thérapeutique. La thérapie cognitivo-comportementale est utilisée pour améliorer les capacités d'adaptation, la gestion du stress et les attitudes sexuelles. Des médicaments qui réduisent la libido, comme les inhibiteurs de la recapture de la sérotonine et les anti-androgènes, peuvent également être proposés.